# Ammobaenetes arenicolus
Ammobaenetes arenicolus is een rechtvleugelig insect uit de familie grottensprinkhanen (Rhaphidophoridae). De wetenschappelijke naam van deze soort is voor het eerst geldig gepubliceerd in 1947 door Strohecker.